# Philippe Le Bourgeois
Pour les articles homonymes, voir Lebourgeois.
Philippe Le Bourgeois, né le 2 mai 1917 à Saint-Valery-en-Caux et mort le 7 décembre 2001 à Tréboul (Finistère), est un officier de marine des Forces françaises libres, officier de renseignement, industriel et conseiller du commerce extérieur de la France.

## Origines familiales
Philippe (Antoine Marcel) Le Bourgeois est né le 2 mai 1917, fils cadet de Pierre Le Bourgeois (1879-1971), architecte à Nancy et Paris, professeur à l'École spéciale d'architecture, officier de réserve du Génie, en mission en Russie (1917), puis aux États-Unis (1918-1919, comme président du "Traffic executive of the allies"), officier de la Légion d'honneur, de l'ordre de l'Empire britannique et de l'ordre de Saint-Constantin le Grand (Russie), et de Marie-Louise Simon-Vilgrain (1887-1988), d'une famille ancienne et notable de Metz, puis de Nancy, propriétaire des « Grands-Moulins de Nancy ».
La famille, issue de Jacques Jean Le Bourgeois (1709-1785), armateur et négociant, maire de Dieppe de 1763 à 1767, est de tradition à la fois commerciale et militaire. Elle a donné au moins douze membres de l'ordre national de la Légion d'honneur entre 1864 et 1984, dont trois commandeurs (un amiral et deux généraux), cinq officiers et quatre chevaliers (notamment un capitaine mort pour la France en 1914).

## Officier de marine et Français libre
Philippe Le Bourgeois, élève de l'école navale (1936-1938), connaît un premier embarquement sur le croiseur-école Jeanne d'Arc, puis enseigne de vaisseau de 2e classe (octobre 1938), un second assez bref sur le Montcalm en 1939, dans les mois qui précèdent la guerre, au sein de la flotte de l'Atlantique. Au mois d'août 1939 il est muté sur le contre-torpilleur Léopard, puis promu enseigne de vaisseau de 1re classe en janvier 1940, et c'est à bord du Léopard qu'il connaît le baptême du feu, participant à des missions à Calais et Boulogne sous d'intenses bombardements (21-24 mai 1940), puis à l'évacuation de Dunkerque.
Le contre-torpilleur se trouvant à Portsmouth au moment de l'armistice, Le Bourgeois rallie la France libre le 3 juillet 1940, à l'âge de 23 ans, devenant l'un des premiers officiers des Forces navales françaises libres (FNFL), et concourt à la création du 1er bataillon de fusiliers marins (1er BFM, futur 1er régiment de fusiliers marins), au sein duquel il sert du 13 juillet 1940 au 1er octobre 1943, comme chef de section, chef de détachement puis commandant en second. Le 1er BFM prend corps le 17 juillet 1940, sous les ordres du lieutenant de vaisseau Robert Détroyat, avec un effectif d'environ 250 hommes, officiers inclus, parmi lesquels les enseignes de vaisseau Jean des Moutis, Hubert Amyot d'Inville, Elie Touchaleaume et Le Bourgeois, ce dernier étant le plus jeune des cinq.

### Campagnes terrestres en Afrique (septembre 1940-septembre 1943)
Après quelques semaines d'entraînement au camp d'Aldershot, le 1er BFM embarque à Liverpool à destination de l'Afrique occidentale française, pour tenter de la rallier à la France libre. A bord du Westernland, Philippe Le Bourgeois a le privilège de s'entretenir en tête à tête avec le général de Gaulle en septembre 1940, peu avant la bataille de Dakar : "convié à s'asseoir à côté de lui sur une passerelle, très intimidé, (le jeune enseigne de vaisseau) comprit alors "combien (le Général) était angoissé à l'idée que nous puissions être mal reçus à Dakar et que les affrontements puissent faire couler le sang français : cela, je ne l'ai jamais oublié." Après l'échec de Dakar, le 1er BFM est débarqué à Douala, et Le Bourgeois participe à la prise de Lambaréné le 6 novembre 1940, à la défense de Port-Gentil et de Brazzaville, puis à la levée et à instruction de troupes africaines pour la France libre, actions qui lui valent d'être cité à l'ordre de l'Afrique-Équatoriale française (AEF) en janvier 1941.
Débute alors le long périple du 1er BFM autour de l’Afrique, via l'Océan Indien et le canal de Suez, jusqu'en Palestine, au camp de Qastina, où le bataillon intègre la 1re Brigade française libre (future 1re division française libre) du général Koenig, au sein de la VIIIe Armée britannique, le 23 avril 1941. Philippe Le Bourgeois participe aux opérations de Syrie, qui se concluent avec la prise de Damas, le 20 juin 1941, mais coûtent la vie au commandant Détroyat, remplacé par le lieutenant de vaisseau des Moutis, puis par le capitaine de corvette Amyot d'Inville. Le 1er BFM, chargé de la défense aérienne de la 1re Brigade française libre, est bientôt équipé de canons de DCA Bofors, et engagé dans les combats des déserts libyen et égyptien. Philippe Le Bourgeois est blessé au bras droit par un éclat d'obus au col d'Halfaya, en janvier 1942, mais sert à la bataille de Bir Hakeim, en mai-juin 1942, à l'issue de laquelle il est promu lieutenant de vaisseau (juin 1942) et nommé officier en second du 1er BFM. C'est avec cette responsabilité d'adjoint du commandant Amyot d'Inville qu'il participe à la seconde bataille d'El Alamein, en octobre-novembre 1942, puis aux combats de Libye et de Tunisie. Le 18 avril 1943, la 1re division française libre (1re DFL) reçoit enfin l'ordre de quitter Gambut, près de Tobrouk, où elle s'entraînait depuis le mois de décembre, pour participer à la reconquête de la Tunisie et, le 1er mai, prend position sur le versant sud du massif du Zaghouan. Le 13 mai, la résistance germano-italienne s'effondre définitivement. Les forces de l'Axe, capturées, ont cessé d'exister en Afrique du Nord. Dès le 20 mai, les Alliés défilent dans Tunis. Le 27, le contre-torpilleur Léopard, auquel Philippe Le Bourgeois demeurait très attaché, s'échoue accidentellement devant Tobrouk et se brise peu après ; ce bâtiment avait fortement contribué au ralliement de l'île de La Réunion à la France libre (novembre 1942). Le 8 juin 1943, la 1re DFL, jugée indésirable en Tunisie par les autorités, non gaullistes, reçoit l'ordre de retourner en Tripolitaine, près de Zouara. Le 24 septembre 1943, le 1er BFM, ayant augmenté ses effectifs de volontaires provenant de la marine d'Afrique du Nord, devient le 1er régiment de fusiliers marins (1er RFM), unité blindée de reconnaissance de la 1re DFL, toujours sous le commandement d'Amyot d'Inville. L'insigne du nouveau régiment a été conçu et dessiné au cours de l'été 1943 par Le Bourgeois et son camarade Roger Barberot : une ancre de marine surmontée d’un écu bleu frappé d’une croix de Lorraine d’or et supportée de chaque côté par un hippocampe ou « cheval de mer » (motif associant marins et cavaliers, le régiment devant devenir une unité de reconnaissance).

### Campagnes navales en Méditerranée, puis Atlantique (octobre 1943-mai 1945)
Après plus de trois années de campagnes terrestres au sein du 1er BFM, en Afrique et au Levant, décoré de la médaille coloniale, agrafe Libye et Tunisie, et de l'ordre du Nichan Iftikhar, Philippe Le Bourgeois embarque comme commandant en second de l'aviso Commandant Dominé, d'octobre 1943 à décembre 1944. Après avoir participé à la tentative anglaise de reconquête des îles du Dodécanèse, ce bâtiment, commandé par le capitaine de corvette Jean des Moutis, assure des escortes de convois en Méditerranée et participe au débarquement de Provence en août 1944. Ayant été à nouveau blessé et en convalescence, Le Bourgeois commande le Boulogne et la 1re division de chasseurs, groupe de navires de lutte anti-sous-marine, de mars à octobre 1945. Il dessine l'insigne de son groupe : la croix de Lorraine rouge surchargée d’un chasseur, avec en toile de fond une carte de la côte sud de la Grande-Bretagne et de la côte nord-ouest de la France, qui sera frappé par Arthus-Bertrand et distribué aux chasseurs ayant été basés à Cowes. Il reçoit la croix de guerre 1939-1945 avec palme et la médaille de la Résistance française. Il est surtout l'ancien officier en second du 1er BFM, devenu 1er RFM, l'une des dix-huit unités militaires faites Compagnon de la Libération par décret du 12 juin 1945. Les quatre camarades officiers avec lesquels il a mis sur pied le 1er BFM en juillet 1940 et combattu côte à côte plusieurs années, sont Compagnons à titre individuel ; deux d'entre eux, le capitaine de corvette Détroyat, né en 1911, et le capitaine de frégate Amyot d'Inville, né en 1909, ont été tués au combat, respectivement en 1941 et 1944 ; les deux autres, le capitaine de corvette des Moutis, né en 1911, et le lieutenant de vaisseau Touchaleaume, né en 1914, sont nommés par décret du 17 novembre 1945. Avec sensiblement les mêmes états de service que ces derniers, le lieutenant de vaisseau Le Bourgeois, plus jeune des cinq officiers "historiques" du 1er BFM, n'a pas été compris dans le décret du 17 novembre[non neutre], mais il est nommé chevalier de la Légion d'honneur en mars 1946, à l'âge de 28 ans. Puis, par décret du 11 mars 1947, Le Bourgeois se voit conférer la médaille de la Résistance française avec rosette, créée comme "catégorie intermédiaire" entre les Compagnons de la Libération (seulement 1038 individus) et les médaillés de la Résistance française (65 068 personnes), avec 4572 individus décorés.

## Officier de renseignement durant la guerre froide
Gaulliste de la première heure, il est affecté en novembre 1945 à la Direction générale des études et recherches (DGER), bientôt renommée service de documentation extérieure et de contre-espionnage (SDECE), commandée jusqu'en avril 1946 par le colonel Passy, André Dewavrin, ex-chef du BCRA à Londres, puis par Henri Ribière. Puis Philippe Le Bourgeois embarque une seconde fois sur le croiseur « Jeanne d'Arc » (juillet 1947-septembre 1949), navire école des élèves officiers de marine, intéressant poste d'observation puisqu'il offre l'occasion à la fois d'évaluer les futurs officiers et de mettre à profit de nombreuses escales en périphérie du monde communiste, notamment en Turquie, en ce début de guerre froide.

### Chef de poste en Scandinavie (septembre 1949-mars 1953)
Attaché naval adjoint à Stockholm et chef de poste du SDECE de septembre 1949 à mars 1953, il a pour mission principale d'acquérir du renseignement sur les forces armées soviétiques (flottes de la mer Baltique et de l'océan Arctique, forces terrestres et aériennes frontalières de la Finlande et de la Norvège), ainsi que sur la présence communiste en Scandinavie. Il est promu capitaine de corvette en janvier 1952, à 34 ans, puis décoré de l'ordre de l'Épée (Suède) et de l'ordre de la Rose Blanche (Finlande).

### Indochine (mars 1953-mars 1955)
Le commandant Philippe Le Bourgeois sert ensuite en Indochine, de mars 1953 à mars 1955, d'abord comme chef du 2e bureau à l'état-major du Commandement Maritime, à Saïgon (jusqu'en février 1954), puis comme commandant des forces fluviales de contre-guérilla de Vinh-Long (mai-septembre 1954), menant des opérations qui lui valent d'être cité à l'ordre de l'armée de mer (1954) et enfin en mission de liaison auprès de la Commission internationale de contrôle (CIC) au Nord Vietnam (septembre 1954-mars 1955). Il est décoré de la croix de guerre des Théâtres d'opérations extérieurs avec palme (citation à l'ordre de l'armée de mer), de la médaille coloniale avec agrafe « Extrême-Orient » et de la médaille commémorative de la campagne d'Indochine (1954).

### Chef de poste à Moscou (juin 1955-octobre 1958)
Philippe Le Bourgeois rejoint à nouveau le SDECE comme attaché naval adjoint à Moscou et chef de poste, de juin 1955 à octobre 1958, travaillant principalement sur les forces armées soviétiques. Il est promu capitaine de frégate en septembre 1958, à 41 ans. C'est une période de transformations en Union soviétique, le fameux 20e congrès du Parti communiste, en février 1956, permettant la libération des dissidents du Stalinisme et une relative ouverture de la vie publique. C'est aussi l'époque de l'envoi dans l'espace du satellite Spoutnik (1957), ou encore d'une très forte tension avec Paris et Londres lors de la crise de Suez et de la répression dans le sang de la révolution hongroise.

### Dernières années dans la Marine et nouveau défi (1958-1961)
Le commandant Le Bourgeois est affecté sur le porte-avions « La Fayette » d'octobre 1958 à octobre 1959, période où le navire est en grand carénage à l'arsenal de Toulon, et promu officier de la Légion d'honneur en mai 1959. En raison de sa pratique de la langue russe et de sa connaissance du système soviétique, il est choisi pour escorter Nikita Khrouchtchev tout au long de sa visite officielle en France, du 23 mars au 3 avril 1960, puis, au début de l'année suivante, pour donner une conférence aux stagiaires de l'école de guerre sur la flotte soviétique. Assuré de devenir contre-amiral dans la décennie[non neutre], Le Bourgeois décide toutefois de s'orienter vers une seconde carrière, obtient un diplôme du Centre de perfectionnement aux affaires (CPA de Paris) et quitte la marine le 1er mars 1961, n'ayant pas 44 ans.

## Schneider à l'international (1961-1983)
Il rejoint alors le groupe Schneider et Cie (renommé Creusot-Loire en 1970), comme adjoint au chef de la division des exportations, et un temps porte-parole, avant de le représenter à Téhéran de mai 1974 à février 1979, puis à Bagdad de 1979 à 1982. Philippe Le Bourgeois, directeur-adjoint des affaires internationales de Creusot-Loire dès 1977, est à cette époque conseiller du commerce extérieur de la France au Moyen-Orient, responsabilité qu'il va assumer jusqu'en 1983. En Iran, Creusot-Loire prend une participation minoritaire dans une société iranienne chargée de construire une usine d'aciers spéciaux (décembre 1974), puis signe un contrat de livraison de deux centrales nucléaires en 1977, qui sera remis en cause par la chute du Shah. En Irak, Creusot-Loire construit une aciérie près de Bassorah, un réseau d'adduction d'eau et des équipements portuaires.

## Mariage et postérité
De son mariage le 2 juillet 1946 à Paris avec Annie Lejeune (1923-2007), fille de Pierre Lejeune (1893-1964), ingénieur des travaux publics, vétéran de la Première Guerre mondiale, commandant de réserve du génie, et de Marie-Louise Lacreu (1894-1980), Philippe Le Bourgeois a eu quatre enfants : Isabelle, Laure-Astrid, Bernard et Frédéric. Il est à noter que le général Edgard de Larminat, est témoin du marié.

### Une famille engagée dans la guerre (1940-1945)
Son frère aîné, Raoul Le Bourgeois (1909-1966), diplomate, en poste en Éthiopie en 1939, a lui aussi rallié la France libre dès 1940. Il a ensuite été consul à Tripoli (Libye) en 1945, puis à Shanghai (Chine) en 1948, avant de devenir correspondant de la BBC en Indochine. Leur cousin le général Jean Le Bourgeois (1915-1995), saint-cyrien, vétéran des guerres de 1939-1945, d’Indochine et d'Algérie, blessé et cité, notamment pendant la campagne d'Italie, a été président de l'amicale des anciens du 6e régiment de tirailleurs marocains. Un autre cousin, Mgr Armand-François Le Bourgeois (1911-2005) a servi comme aumônier militaire en 1939-1945, et la sœur de ce dernier, Gabrielle Le Bourgeois, a épousé en 1937 le capitaine Jacques de Witasse (1913-2007), évadé de Silésie en décembre 1941 et engagé au sein de la division Leclerc, 2e division blindée (France), général de division et grand-croix de la Légion d'honneur (1999).

## Décorations
À sa démission de la Marine en 1961, Philippe Le Bourgeois, vétéran de Bir Hakeim, est titulaire des décorations suivantes :
- Officier de la Légion d'honneur
- Croix de guerre 1939–1945 (avec palme)
- Croix de guerre des Théâtres d'opérations extérieurs (avec palme)
- Médaille coloniale (avec agrafes "Afrique équatoriale française", "Syrie 1941", "Bir Hakeim", "Libye", "Tunisie 1942-1943" et "Extrême-Orient")
- Médaille commémorative des services volontaires dans la France libre
- Médaille commémorative de la campagne d'Indochine
- Chevalier de l'ordre du Nichan Iftikhar (Tunisie)
- Chevalier de l'ordre de la Tour et de l'Épée (Suède)
- Chevalier de l'ordre de la Rose blanche (Finlande)

## Sources
- États de service de Philippe Le Bourgeois, de 1936 à 1961 (Centre des Archives du Personnel Militaire, CAPM)
- Philippe Le Bourgeois, sur Parcours de vie dans la Royale
- Pierre Accocce, Les Français à Londres, 1940-1941, Balland 1989
- Guillaume Allard, Une famille normande, de 1550 à nos jours, 1973 ; sur la famille Allard, incluant une généalogie des descendants de Rose Allard de Sotteville (1774-1842) et de Nicolas Simon Le Bourgeois (1753-1829)
- Alexis Battistin, Pierre Le Bourgeois, architecte (1879-1971); mémoire de maîtrise d'histoire de l'art, sous la direction de François Pupil, université de Nancy II (2 tomes)
- Philippe Le Bourgeois, Le 1er BFM ; historique du 1er Bataillon de Fusiliers Marins, octobre 2000, non publié
- Henri-Dominique Segretain, De Gaulle en échec ? Dakar 1940, éditions Fontaine, 1992 ; contributions de Philippe Le Bourgeois (témoignage sur l'état d'esprit du général de Gaulle, archives personnelles et caricatures dessinées par lui à bord du Westernland, notamment du Général)